# 青年軍學員國民運動

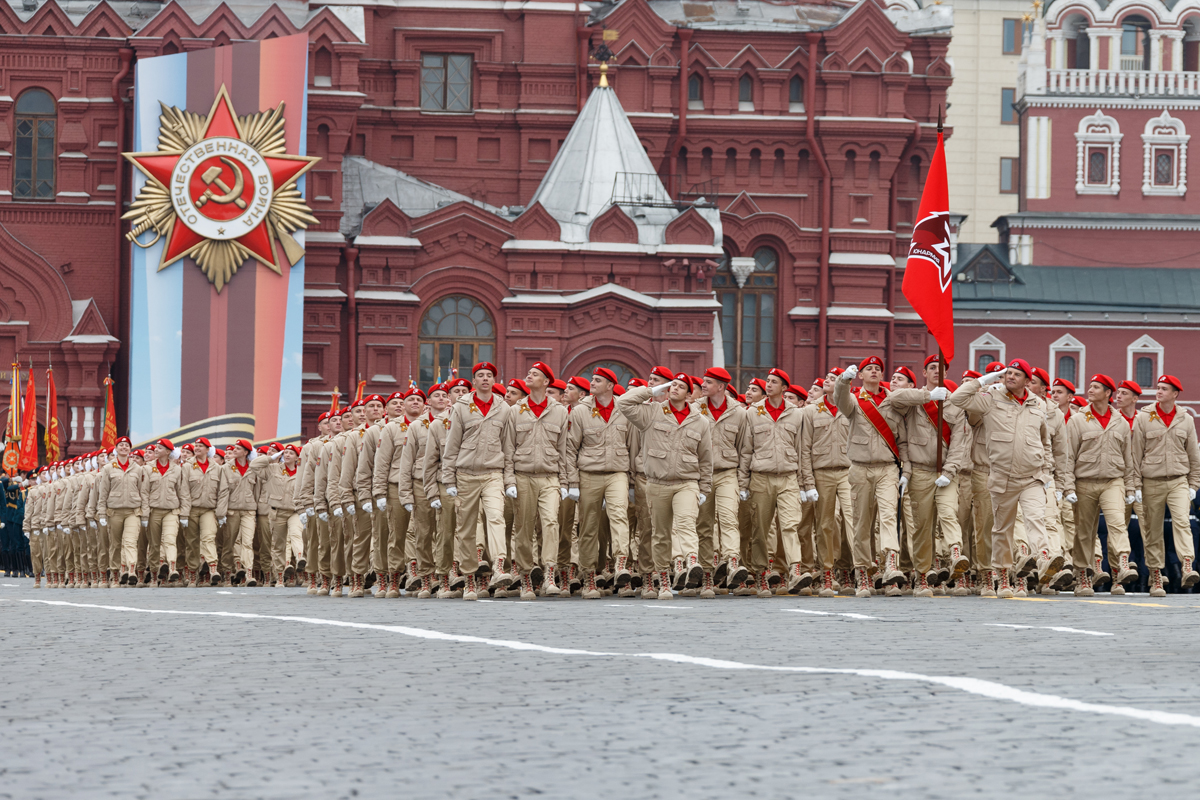
2019年5月9日，紅場上的青年軍學員

全俄羅斯「青年軍」國民軍事愛國社會運動協會（音譯為尤納米亞，以下簡稱青年軍國民運動），成立於2015年10月，是俄羅斯聯邦的一個青年組織。青年軍國民運動的使命是對將來的準軍事人員進行愛國主義價值、國家服務、國史與軍史教育，紀念過去的軍事行動、戰役與陣亡將士，並隨人數增加協助國家發展。
青年軍國民運動繼承了蘇聯時期先鋒組織與共青團的軍事訓練課程，並保留了這些組織在衛國戰爭時期的服役傳統，附屬於俄羅斯軍隊、志願協會和國防部武裝力量中央體育協會

## 組織概述
青年軍國民運動是1990年成立的更廣泛的青年計畫、俱樂部和組織的一部分。該組織一開始的口號是「為了祖國的榮光！」而現代的青年軍國民運動則是2015年10月29日在國防部長谢尔盖·绍伊古大將的要求下由俄國總統弗拉迪米爾·普丁簽署總統令而正式成立。青年軍國民運動的宗旨是完善國家在年輕世代領域的教育，為兒童和青少年的人格和諧發展、道德準則、軍事和愛國教育提供一個良好的環境。
故青年軍學員（Юнармеец），如其所稱，來自全俄各地眾多的青年團體、士官生軍團與學校，其為青年在軍隊中服役做準備。故青年軍國民運動成為「俄羅斯青年學生運動」組織的軍事分支，後者2015年在教育與科學部聯邦教育和科學監督局底下成立。
批評者描述該組織是俄羅斯的希特勒青年團和蘇聯共青團、先鋒組織的現代化共和形式。2016年，紹依古稱，關於俄國加強軍事化的指控「遠非事實」 ；然6年後，紹依古在俄羅斯入侵烏克蘭期間編寫了關於讓青年軍國民運動參與戰爭的可能性報告。
2017年，俄羅斯國家技術集團簽署了合作協議，包括定期進行經驗交流與共同舉辦活動。

### 制服與傳統
青年軍學員頭戴紅色貝雷帽，身著灰色制服（2016年初以降）；而青年軍國民運動的構成組織與士官生軍團則著自己的制服（後者的制服似軍裝），搭配大檐帽（有時冬季會搭配護耳冬帽）或水手帽（海軍士官生）。護旗隊偶爾會在遊行著正裝或軍裝時佩軍刀。

### 組織與領導
青年軍國民運動地方支團的領袖在集會時選出。2016年10月，俄羅斯空降軍的前指揮官弗拉基米爾·沙馬諾夫被選為青年軍國民運動莫斯科支團的領袖。莫斯科州區域總部由奧運冠軍亞歷山大·列赫科夫領導。在全國總部工作的有許多知名的運動員、太空人與演員，致力於協助青年軍國民運動。2017年10月，兩屆奧運跳高冠軍葉連娜·斯列薩連科被任命為青年軍國民運動的參謀長。自2018年起，尼基塔·米亥科夫成為青年軍國民運動的高級導師。

#### 參謀總長
青年軍國民運動由擔任國民運動參謀總長（Начальник Главного штаба）者所領導，其負責全面監督青年軍國民運動與其合作或附屬組織。
- 德米特里·特魯內科夫（英语：Dmitry Trunenkov）（2016年－2018年），雪車運動員、奧運冠軍
- 羅曼·羅曼年科少校（退役） （2018年－2020年），加加林太空人培訓中心的退役太空人
- 尼基塔·納戈爾內（2020年12月19日起），競技體操運動員、奧運冠軍

## 青年軍國民運動的活動

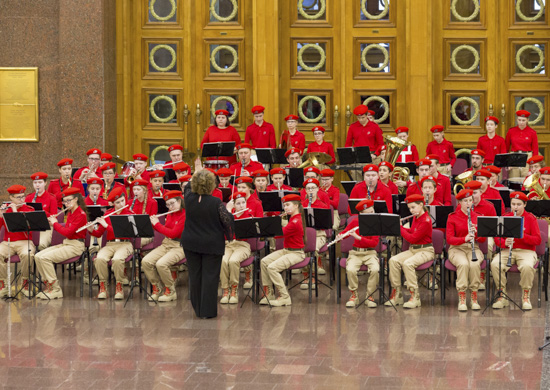
中央管樂團

青年軍國民運動的基本活動範圍從兵役準備到社交活動（如參與慶典）都有。
- 火器訓練[19]
- 急救與醫療協助
- 定向運動
- 慶典職責：監護、遊行、步操、宣誓等[20]
- 徒手搏鬥與武術
- 歷史事件重演
- 行進樂隊活動與音樂訓練

青年軍學員運動的中央管樂團成立於2014年。自2017年起，該團積極參與莫斯科聯合兒童與青少年管樂團的音樂會活動。

### 事件
青年軍國民運動參與了俄羅斯的國際軍事比賽軍事競賽項目
。

## 爭議
2022年7月，歐盟因俄羅斯入侵烏克蘭而制裁青年軍國民運動。
據報導，瓦格納集團在烏克蘭被占領地區對烏克蘭兒童提供武器訓練。

## 外部連結
- 官方网站